# Gregorio Gómez
Gregorio Gómez Álvarez dit Tepa (né le 14 février 1927 à Tepatitlán de Morelos au Mexique, mort le 24 mars 2015) est un footballeur mexicain, qui jouait au poste de défenseur.

## Biographie

### Club
Gregorio Gómez commence sa carrière vers le milieu des années 1940 aux Chivas de Guadalajara et y fait ses grands débuts dans le championnat mexicain sous les commandes de l'entraîneur hongrois György Orth le 15 février 1948 contre le Club Tampico.
Il rejoint les Pumas UNAM en 1960.

### International
Sa grande taille rendait le jeu aérien difficile pour les attaquants adverses, et ce fut une de ses qualités qui le firent être appelé en équipe du Mexique.
Il participe à la coupe du monde 1950 au Brésil, étant un des premiers joueurs des Chivas de Guadalajara à disputer un mondial.